# Silvicultrix
Silvicultrix és un gènere d'ocells de la família dels tirànids (Tyrannidae). Agrupa espècies natives d'Amèrica del Sud les àrees de distribució de les quals es troben entre el nord de Colòmbia i Veneçuela al llarg de la serralada dels Andes fins al centre de Bolívia.

## Descripció
Les espècies d'aquest gènere són un grup de tirànids de mida petita, mesurant al voltant de 12,5 cm de longitud, de patró atractiu, localitzats principalment en altituds als Andes. Són quiets i passen força desapercebuts entre les males herbes del sotabosc, tot i que alguns són més conspicus. Tots presenten una llista superciliar pronunciada i la majoria mostren llistes prominents a les ales. Els nius són prolixes tasses col·locades a terra o a prop.

## Taxonomia
El gènere va ser erigit per l'ornitòleg nord-americà Wesley E. Lanyon l'any 1986 amb el tirà diademat ventregroc (Silvicultrix diadema) com a espècie tipus, i la localitat tipus «Nova Granada; restringit a "Bogota"».
La taxonomia d'aquest gènere és controvertida, amb algunes diferències entre les diverses classificacions.
La subespècie S. frontalis spodionota és considerada com a espècie separada de S. frontalis pel Congrés Ornitològic Internacional (IOC) amb base en els estudis de García-Moreno et al. (1998).
Alguns autors i classificacions consideren que el present gènere està embotit a Ochthoeca, però, García Moreno et al. (1998) i Tello et al. 2009 van demostrar que Ochthoeca i Silvicultrix no estan emparentats ni de tan sols de forma propera, i que el present gènere és més proper de Colorhamphus, el que va ser confirmat per Harvey et al. (2020). Amb base en aquestes evidències, el Comitè de Classificació de Sud-americà (SACC) va reconèixer el present gènere com a separat d'Ochthoeca en la Proposta No 957. No obstant això, en la mateixa proposta es va rebutjar la inclusió de Tumbezia i Colorhamphus a Ochthoeca, principalment amb base en les notables diferències morfològiques i ecològiques.
Els amplis estudis geneticomoleculars realitzats per Tello et al. (2009) van descobrir una quantitat de relacions noves dins de la família Tyrannidae que encara no estan reflectides en la majoria de les classificacions. Seguint aquests estudis, Ohlson et al. (2013) van proposar dividir Tyrannidae en cinc famílies. Segons l'ordenament proposat, Silvicultrix (amb Ochthoeca i Tumbezia) roman a Tyrannidae, en una subfamília Fluvicolinae (Swainson, 1832-33), en una tribu Fluvicolini (Swainson, 1832-33), al costat de part de Myiophobus, Colorhamphus, Sublegatus, Pyrocephalus, Fluvicola, Arundinicola, Gubernetes, Alectrurus i provisionalment, Muscipipra.
El nom genèric Silvicultrix en llatí significa “aquell que habita als boscos”.
Segons la Classificació del Congrés Ornitològic Internacional (versió 15.1, 2025) aquest gènere està format per cinc espècies:
- Silvicultrix frontalis - tirà diademat fosc.
- Silvicultrix spodionota - tirà diademat de Kalinowski.
- Silvicultrix jelskii - tirà diademat de Jelski.
- Silvicultrix pulchella - tirà diademat celladaurat.
- Silvicultrix diadema - tirà diademat ventregroc.